# Bar (przystanek kolejowy)
Bar (ukr. Бар, ros. Бар) – przystanek kolejowy w miejscowości Rodatycze, w rejonie lwowskim, w obwodzie lwowskim, na Ukrainie.
Nazwa pochodzi od pobliskiej wsi Bar.